# Jaime Francisco Eduardo Stuart
Jaime Francisco Eduardo Stuart (em inglês: James Francis Edward Stuart; Londres, 10 de junho de 1688 – Roma, 1 de janeiro de 1766) foi um pretendente católico da Casa de Stuart aos tronos da Inglaterra, Irlanda e Escócia de 1701 até sua morte em 1766. Filho único de Jaime II da Inglaterra e sua segunda esposa, Maria de Módena, ele foi Príncipe de Gales e herdeiro até que seu pai católico foi deposto e exilado na Revolução Gloriosa de 1688. Sua meia-irmã protestante Maria II e seu marido Guilherme III tornaram-se co-monarcas. Como católico, ele foi posteriormente excluído da sucessão pelo Ato de Liquidação de 1701.
Jaime simboliza a perda definitiva da influência católica (e do Papa) na política da Inglaterra. Após a Revolução Gloriosa de 1688, o Reino Unido nunca mais seria governado por um católico, uma vontade expressa da maioria dos britânicos.
Nasceu no Palácio de St. James, Londres e morreu em Roma, estando sepultado na Basílica de São Pedro. Foi Duque de Cornualha e príncipe de Gales.
Morto o pai, a França o reconheceu como Jaime III em 1701 sendo proclamado Rei por Luís XIV. A impopularidade do Act of Union de 1707 reacendeu algum apoio e Jaime se aproveitou para conduzir uma expedição em 1708, abortada porém, antes de desembarcar na Escócia.
Houve novo apoio à causa jacobita quando da sucessão hanoveriana em 1714, resultando no levante jacobita de 1715. A incompetência de John Erskine, 6.º Conde de Mar, fez perder a iniciativa e Jaime, que desembarcara em Peterhead, deixou a França rumo a Montrose seis semanas depois. Nunca mais retornou à Escócia.
Chefiava uma corte exilada cheia de intrigantes, e passou o bastão ao filho, o príncipe Carlos Eduardo Stuart (1720-1788).

## Casamento e descendência
Casara em Bolonha por procuração em 19 de maio e em pessoa em 3 de setembro de 1719 com Maria Clementina Sobieska (18 de julho de 1702 – 18 de janeiro de 1735 em Roma) filha do Príncipe Jaime Luís Sobieski e neta de João III Sobieski (1624 Olesko, hoje na Ucrânia-1696 Wilanow, arredores de Varsóvia), Rei da Polônia, o qual casara com uma francesa. Foi o último grande rei da Polônia pois após sua morte, o país caiu sob influência russa. Este casamento fora proibido pelo Imperador, aliás, que guardava Clementina e a mãe trancadas num convento em Innsbruck onde as raptou um jacobita ardente, Carlos Wogan. Passaram a Roma, convidados pelo papa Clemente XI, que lhes guarda, tropa, o Palazzo Mutti, renda de 12 coroas anuais. Temperamento ardente e natureza ciumenta, Clementina se recolheu a um convento durante dois anos após o nascimento de seu filho Henrique.